# Cegani
Cegani – wieś w Rumunii, w okręgu Jałomica, w gminie Bordușani. W 2011 roku liczyła 1477 mieszkańców.